# Carley's Aeroplanes
Carley's Aeroplanes is de naam waaronder de Nederlandse vliegtuigbouwer Joop Carley in 1923 zijn C.12 "vliegfiets" verder kon doorontwikkelen, gesteund door de Vliegtuig Industrie Holland (VIH). Maar in 1924 was het bestuur van de VIH het vertrouwen in Joop Carley verloren en werd Carley's Aeroplanes geliquideerd.